# Pteromalus epicles
Pteromalus epicles är en stekelart som beskrevs av Walker 1847. Pteromalus epicles ingår i släktet Pteromalus och familjen puppglanssteklar. Inga underarter finns listade i Catalogue of Life.